# GOME
GOME Electrical Appliances Holding Limited (вимовляти Ґо Мей, 国美电器控股有限公司, SEHK: 493
) — китайська компанія-ритейлер, власник однойменної, найбільшої в країні, мережі магазинів побутової техніки та електроніки. Штаб-квартира компанії розташована в Пекіні.

## Історія
Перший магазин під маркою GOME з'явився в Пекіні в 1987 році.
Засновник компанії Хуан Гуан'юй вважався на кінець 2008 року найбагатшою людиною Китаю, з особистим статком оцінюваним у $6,3 млрд. В листопаді 2008 року Хуан Гуан'юй був заарештований китайськими органами правопорядку за підозрою в «серйозних економічних злочинах». Крім олігарха, арешту піддалися його брат, а також головний фінансист GOME.

## Власники та керівництво
Найбільші акціонери компанії на кінець 2008 року: засновник компанії Хуан Гуан'юй (33,93 %), JPMorgan Chase (10,24 %), Morgan Stanley (8,48 %), Capital Research (8,02 %). Капіталізація на кінець 2008 року становила $1,8 млрд.
Голова ради директорів GOME — Хуан Гуан'юй.

## Діяльність
Торгова мережа, що належить компанії, займається роздрібною торгівлею побутовою технікою та електронікою в Китаї та Гонконзі. На 30 червня 2008 року в мережу входило 828 магазинів, загальна торгова площа яких становила 2,96 млн м2.
Чисельність персоналу на вересень 2008 року становила 49,7 тис. осіб. Виручка компанії по МСФЗ за 2007 рік склала $5,8 млрд, чистий прибуток — $160 млн.